# Morteza Motahhari
Morteza Motahhari (persiska: مرتضی مطهری), född 31 januari 1919 i Fariman i Razavikhorasan, Persien, död 1 maj 1979, var en iransk ayatolla, islamist, politiker och filosof och författare.
Motahhari studerade vid hawzan i Qom från 1944 till 1952 och var därefter lärare i filosofi vid Teherans universitet i 22 år. Mellan 1965 och 1973 höll han också regelbundet föreläsningar vid det religiösa institutet Hosseiniye Ershad i norra Teheran.
En av ayatolla Mutahharis mest populära böcker är Dastan-e Rastan ("De rättfärdigas epos"), som publicerades 1960, och som senare valdes till årets bok av den iranska nationella kommissionen för Unesco år 1965.
När ayatolla Borujerdi avlidit 1961 började många religiösa auktoriteter visa ett ökat politiskt intresse. Motahhari var redan från början en av ayatolla Khomeinis närmsta allierade. Under protestaktionerna mot shah Mohammed Reza Pahlavi den 4 juni 1963
arresterades Motahhari samt 70 andra islamiska lärda och hölls inspärrade i 40 dagar.
Motahhari fortsatte sitt samarbete med Khomeini och var en av Khomeinis närmaste medarbetare under dennes exil i Frankrike 1978, samt vid den islamiska revolutionen 1979.
Motahhari mördades den 1 maj 1979 av den islamiska vänstergruppen Furqan.